# Silke Hinrichsen
Silke Hinrichsen (* 5. Februar 1957 in Flensburg; † 8. März 2012) war eine deutsche Politikerin (SSW) der dänischen Minderheit in Schleswig-Holstein.

## Leben

### Ausbildung und Beruf
Kurz nach ihrer Geburt in Flensburg übersiedelte die Familie nach Leck, wo sie zusammen mit drei Geschwistern aufwuchs. 1976 machte sie ihr Abitur an der Friedrich-Paulsen-Schule in Niebüll. Es folgte ein Studium der Rechtswissenschaften auf der Universität Kopenhagen, das sie auf der Christian-Albrechts-Universität zu Kiel fortsetzte. 1982 absolvierte sie das Erste Staatsexamen, 1985 das Zweite Staatsexamen. Sie ließ sich nun 1986 als selbständige Rechtsanwältin in Flensburg nieder und gründete zusammen mit einem Kommilitonen eine Rechtsanwaltskanzlei. Im weiteren Verlauf ihrer Karriere spezialisierte sich Hinrichsen zur Fachanwältin für Familienrecht. Sie starb am 8. März 2012 nach schwerer Krankheit.

### Politische Karriere
1975 trat Hinrichsen dem SSW bei. Bis 2009 war sie Mitglied des Landesvorstands des SSW.
Ab 1988 wurde sie kommunalpolitisch aktiv. Von 1990 bis 2000 war Hinrichsen Ratsmitglied in Flensburg und fungierte in dieser Zeit von 1996 bis 1998 als Fraktionsvorsitzende. Von 2000 bis 2005 war sie Abgeordnete im Schleswig-Holsteinischen Landtag. 2005 verfehlte sie den erneuten Einzug, da dem SSW nur noch zwei statt wie zuvor drei Sitze zustanden. Von 2009 bis zu ihrem Tod gehörte sie als stellvertretende Fraktionsvorsitzende sowie Mitglied des Innen- und Rechtsausschusses wieder dem Schleswig-Holsteinischen Landtag an.